# The Mamas
The Mamas è un gruppo musicale svedese-statunitense formato nel 2019 e composto da Ashley Haynes, Loulou Lamotte e Dinah Yonas Manna.
Avrebbero dovuto rappresentare la Svezia all'Eurovision Song Contest 2020 con il brano Move, poi cancellato a causa della pandemia di COVID-19.

## Carriera
Le Mamas sono formate da Ashley Haynes (nata il 19 gennaio 1987 a Washington), Loulou Lamotte (nata il 16 aprile 1981 a Malmö) e Dinah Yonas Manna (nata il 5 settembre 1981 a Stoccolma); Paris Renita ha fatto brevemente parte del gruppo nel 2019.
Hanno debuttato a Melodifestivalen 2019 come coriste di John Lundvik per la sua Too Late for Love, canzone che ha finito per vincere il programma e rappresentare la Svezia all'Eurovision Song Contest 2019 a Tel Aviv, in Israele. Supportato sul palco dalle Mamas, John Lundvik si è piazzato al 5º posto su 26 partecipanti nella finale eurovisiva.
A fine 2019 è stato annunciato il debutto delle Mamas come artiste principali a Melodifestivalen 2020, dove hanno proposto il brano Move. Nella finale del 7 marzo 2020 hanno vinto sia il voto della giuria che il televoto, diventando di diritto le rappresentanti nazionali all'Eurovision Song Contest 2020 a Rotterdam, nei Paesi Bassi. Move ha raggiunto la prima posizione nella classifica svedese dei singoli. Tuttavia, il 18 marzo 2020 l'evento è stato cancellato a causa della pandemia di COVID-19.
Il loro EP di debutto Tommorrow Is Waiting è uscito a settembre 2020, preceduto dal singolo Touch the Sky. Due mesi dopo hanno pubblicato il singolo natalizio A Christmas Night to Remember, seguito dall'EP All I Want for December. A dicembre 2020 è stata confermata la loro partecipazione a Melodifestivalen 2021 con il brano In the Middle.
Nell'aprile 2023 il trio ha annunciato un periodo di pausa per permettere alle artiste di dedicarsi alle loro carriere soliste.

## Formazione
- Ashley Haynes (2019–)
- Loulou Lamotte (2019–)
- Dinah Yonas Manna (2019–)
- Paris Renita (2019)

## Discografia

### EP
- 2020 – Tomorrow Is Waiting
- 2020 – All I Want for December
- 2021 – Won't Let the Sun Go Down

### Singoli
- 2019 – When You Wish Upon a Star
- 2020 – Move
- 2020 – Let It Be
- 2020 – Touch the Sky
- 2020 – A Christmas Night to Remember
- 2021 – In the Middle
- 2021 – Itsy Bitsy Teenie Weenie Yellow Polka Dot Bikini
- 2021 – Sun Go Down
- 2021 – That's OK
- 2021 – Say So
- 2021 – Just a Little
- 2021 – Don't Kill the Groove